# شهرک حاجی‌آباد
شهرک حاجی‌آباد، روستایی از توابع بخش آباده طشک شهرستان نی‌ریز در استان فارس ایران است.

## جمعیت
این روستا در دهستان بختگان قرار دارد و براساس سرشماری مرکز آمار ایران در سال ۱۳۸۵، جمعیت آن زیر سه خانوار بوده‌است.